# Jean-Baptiste Nothomb
Jean-Baptiste Baron de Nothomb (3. juli 1805 i Messancy (provinsen Luxemburg – 16. september 1881 i Berlin) var en belgisk politiker og diplomat.
Efter at have gået på Athenaeum i Luxembourg studerede Nothomb jura og offentlig forvaltning i Liege og nedsatte sig som advokat i Bruxelles. Han deltog livligt i kampen mod regeringen i det Forenede kongerige Nederlandene og øvede især i 1829 og 1830 som en af de vigtigste redaktører af Courrier des Pays-Bas en stor indflydelse på de begivenheder som til sidst førte til den Belgiske revolution.
Af den provisoriske regering blev han udpeget til medlem af forfatningskommissionen og udarbejdede her det belgiske forfatningsudkast. Han blev herefter medlem af Nationalkongressen og i november 1830 blev han af den provisoriske regering udpeget til at være medlem af den diplomatiske komite.
Nothomb arbejdede med flid og succes på at oprette et sekulariseret konstitutionelt monarki og tilsluttede sig valget af hertugen af Nemours til konge. I 1831 var han generalsekretær for udenlandske anliggender i ministeriet under Sylvain van de Weyer og efter valget af hertug Leopold bidrog ved London kongressen til at Belgien opnåede gunstige betingelser. Posten som generalsekretær beholdt han selv om regeringerne skiftede, og han blev anset for hovedkraften bag den belgiske udenrigspolitik. Desuden var han en af lederne af det moderate parti i deputeretkammeret.
I 1837 blev han udpeget til at lede det nye ministerium for offentlige arbejder, flåde og milits. På denne post grundlagde han det dengang forbilledlige belgiske jernbanenet og fremmede mineindustrien.  
Efter at regeringen de Theux var blevet væltet i 1840 blev han belgisk gesandt ved det tyske forbund. Efter at være vendt tilbage til Belgien i 1841 lagde han sig ud med premierminister Lebeau og sine andre liberale venner, da han holdt fast i alliancen med det katolske parti. I 1841 blev han selv premierminister for en ny regering af katolsk-liberalt tilsnit, men det lykkedes ham ikke at hele spaltningen i partiet og i 1845 led han nederlag til den liberale opposition. Han overtog herefter et gesandtskab i Berlin, hvor han opnåede hoffets særlige tillid og styrkede det gode forhold mellem Preussen og Belgien. 

## Skrifter
- Essai historique et politique sur la révolution Belge. Meline, Bruxelles 1833 (4. oplag 1876).
- Historisch-diplomatische Darstellung der völkerrechtlichen Begründung des Königreiches Belgien. Cotta, Stuttgart 1836.
- Péage des routes. Bruxelles 1938.
- Travaux publics en Belgique : chemins de fer et routes ordinairs, 1830-1839. Rémy, Bruxelles 1839. (2. oplag 1840: Google Bog)
- La Navigaton de la Belgique vers Paris. Rémy, Bruxelles 1840. Google Bog
- Statistique de la Belgique. Bruxelles 1848.